# Digital.Leben
Digital.Leben ist eine Sendung auf Ö1, die seit 1. September 2008 von Montag bis Donnerstag um 16:55 Uhr ausgestrahlt wird und über die digitale Welt als Kulturphänomen berichtet. 

## Themen
Digital.Leben berichtet über die digitale Welt aus einem kulturellen Blickwinkel und beschäftigt sich unter anderem mit den Themen Netzpolitik, Sicherheit und Datenschutz im Internet und Soziale Netzwerke. 
Die fünfminütige Sendung ist auch als Podcast verfügbar.
Eine weitere Sendung auf Ö1, die sich mit Technik und Internet befasst, ist die Sendung Matrix.

## Auszeichnungen
2010 wurde Franz Zeller für die Redaktionsleitung von Digital.Leben mit dem Radiopreis der Erwachsenenbildung Österreich in der Sparte Kurzsendungen ausgezeichnet.